# Pityrodia jamesii
Pityrodia jamesii là một loài thực vật có hoa trong họ Hoa môi. Loài này được Specht miêu tả khoa học đầu tiên năm 1958.